# Талыбов, Сергей
Серге́й Талы́бов (род. 19 февраля 1970 года) — белорусский кинорежиссёр и сценарист.

## Биография
Сергей Талыбов родился 19 февраля 1970 года в Минске в семье военнослужащего.

Учился в школах №№: 1 (1976—1985) и 50 (1977—1987) в г. Минске.
Снимает в жанрах: боевик, детектив, драма, комедия.

Снял клип на композицию Серёги под названием «Кукла».

Совместно с Анастасией Мирошниченко презентовал на Венецианском биеннале, вместе с Романом Заслоновым свой проект «Стол».

В 2017 году был запущен в производство совместный с компанией «Наше кино» фильм «Кукловод» (философский триллер), где Роман Заслонов — художник–постановщик, Сергей Талыбов — режиссёр–постановщик, а Анастасия Мирошниченко — продюсер.

### Фильмография

#### Режиссёр
- 2015 — Государственная граница (Беларусь)
  - 2015 — Ложная цель | Фильм № 12[3]
- 2014 — Домовёнок Плюх, мультфильм
- 2013 — Следы апостолов (Беларусь)
- 2011 — Говорит полиция!
- 2009 — Теоретики
- 2007 — Милицейская академия - 2 (Украина)
- 2005 — Дедушка моей мечты[4] (Украина)
- 2005 — Воскресенье в женской бане
  - 2005 — Горе от ума | Серия № 7
  - 2005 — Ещё раз про любовь | Серия № 11
- 2002 — Нескучные материалы (Беларусь)

#### Сценарист
- 2002 — Нескучные материалы (Беларусь)

## Награды

### Личная жизнь
Живёт в Минске.
 
Жена: Мария.

Кошка: Чили.